# Михаляк, Конрад
Ко́нрад Ху́берт Миха́ляк (пол. Konrad Hubert Michalak; род. 19 сентября 1997, Шпротава, Жаганьский повят, Любушское воеводство, Польша) — польский футболист, полузащитник клуба «Коньяспор».

## Клубная карьера
Михаляк начал свою карьеру в молодёжных клубах «Чарни» (Жагань) и «Лехия» (Зелёна-Гура). В 2013 году Конрад присоединился к молодёжке варшавской «Легии», где провёл три года, прежде чем дебютировать за основу в декабре 2016 года, выйдя на замену на 82-й минуте вместо Неманьи Николича.
10 февраля 2017 года был отдан в полугодичную аренду в «Заглембе» (Сосновец). 5 августа 2017 года отдан в аренду в «Вислу» (Плоцк). В 2018 году подписал контракт с «Лехией» (Гданьск).
3 июня 2019 года подписал 4-летний контракт с грозненским «Ахматом». Дебютировал в Российской Премьер-Лиги 21 июля в матче против «Урала», выйдя на замену на 79-й минуте вместо Бернарда Бериши.

## Международная карьера
Михаляк был впервые вызван в сборную Польши до 20 лет в сентябре 2016 года и забил в дебютном матче против Швейцарии. В марте 2017 года его снова вызвали на товарищескую игру с Италией.

## Статистика
| Клуб                | Сезон            | Лига             | Лига | Лига | Кубки | Кубки | Еврокубки | Еврокубки | Прочие | Прочие | Всего | Всего |
| Клуб                | Сезон            | Дивизион         | Игры | Голы | Игры  | Голы  | Игры      | Голы      | Игры   | Голы   | Игры  | Голы  |
| ------------------- | ---------------- | ---------------- | ---- | ---- | ----- | ----- | --------- | --------- | ------ | ------ | ----- | ----- |
| Легия               | 2016/17          | Экстракласа      | 1    | 0    | 0     | 0     | 0         | 0         | 0      | 0      | 1     | 0     |
| Легия               | 2017/18          | Экстракласа      | 0    | 0    | 0     | 0     | 2         | 1         | 0      | 0      | 2     | 1     |
| Легия               | 2018/19          | Экстракласа      | 1    | 0    | 0     | 0     | 0         | 0         | 0      | 0      | 1     | 0     |
| Легия               | Итого            | Итого            | 2    | 0    | 0     | 0     | 2         | 1         | 0      | 0      | 4     | 1     |
| Заглембе (Сосновец) | 2016/17          | Первая лига      | 15   | 2    | 0     | 0     | -         | -         | 0      | 0      | 15    | 2     |
| Висла (Плоцк)       | 2017/18          | Экстракласа      | 29   | 1    | 1     | 0     | -         | -         | 0      | 0      | 30    | 1     |
| Лехия (Гданьск)     | 2018/19          | Экстракласа      | 22   | 1    | 4     | 0     | -         | -         | 0      | 0      | 26    | 1     |
| Ахмат               | 2019/20          | РПЛ              | 3    | 0    |       |       | -         | -         |        |        | 3     | 0     |
| Всего за карьеру    | Всего за карьеру | Всего за карьеру | 71   | 4    | 5     | 0     | 2         | 1         | 0      | 0      | 78    | 5     |

Примечания
1. ↑  Выступления в квалификации Лиги чемпионов УЕФА
2. ↑  Выступления в Кубке Польши

## Достижения
«Лехия» (Гданьск)
- Обладатель Кубка Польши: 2019